# Aníbal Ciocca
Aníbal Ciocca (23 luglio 1912 – 7 novembre 1981) è stato un calciatore uruguaiano,  di ruolo attaccante.

## Carriera

### Club
Ha trascorso l'intera carriera nelle file di club uruguaiani, vincendo 8 campionati con il Nacional.

### Nazionale
Ha giocato 21 partite per la Nazionale uruguaiana tra il 1934 e il 1943, vincendo due Coppe America.

## Palmarès

### Club
- Campionato uruguaiano: 8

Nacional: 1933, 1934, 1939, 1940, 1941, 1942, 1943, 1946

### Nazionale
- Coppa America: 2

Perù 1935, Uruguay 1942